# 马蹄礁灯塔

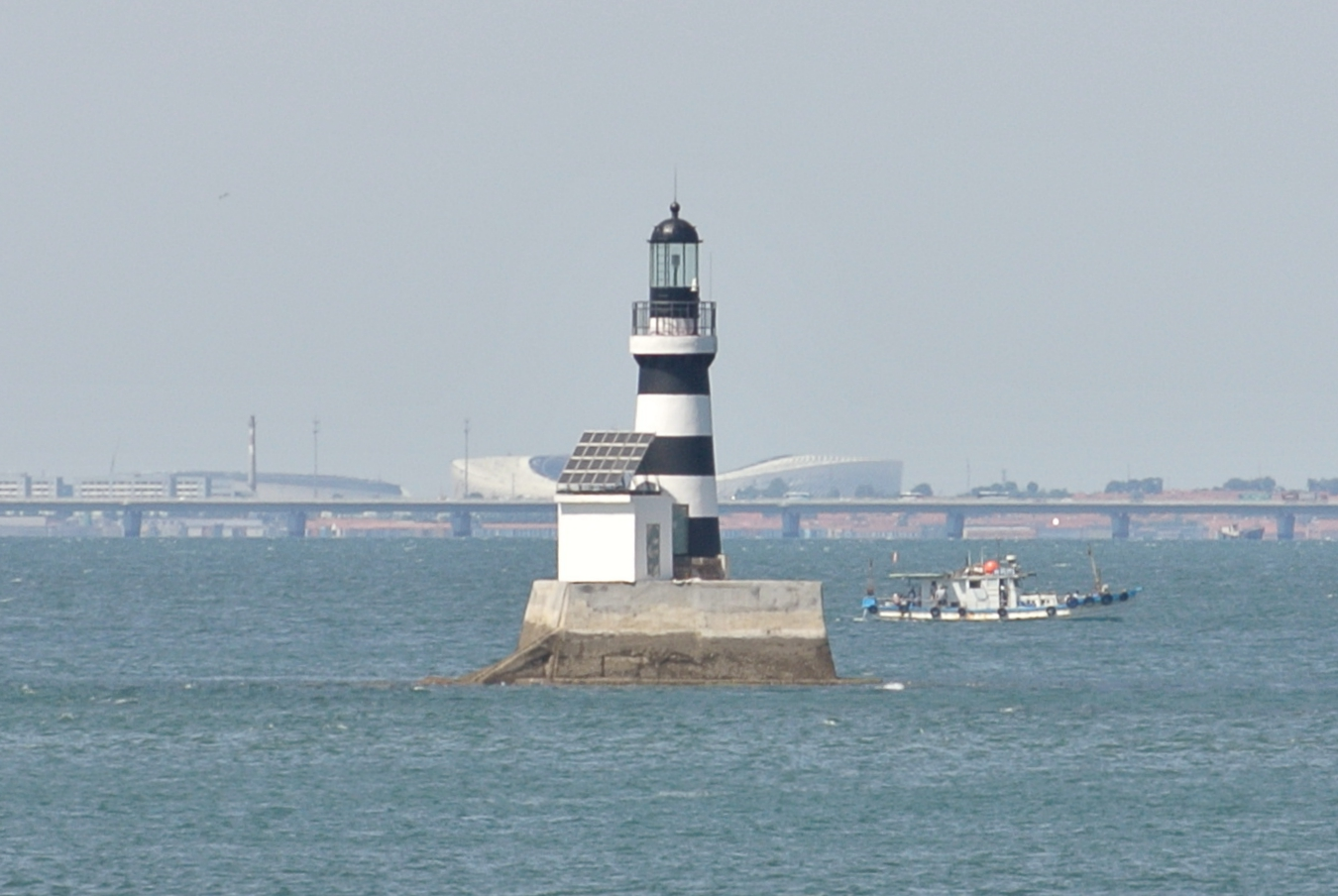
马蹄礁灯塔，2017年

36°04′36″N 120°17′22.6″E / 36.07667°N 120.289611°E
马蹄礁灯塔（德語：Leuchtturm Hufeisen Riff）位于中华人民共和国山东省青岛市胶州湾内的马蹄礁上，建于1903-1904年。

## 位置

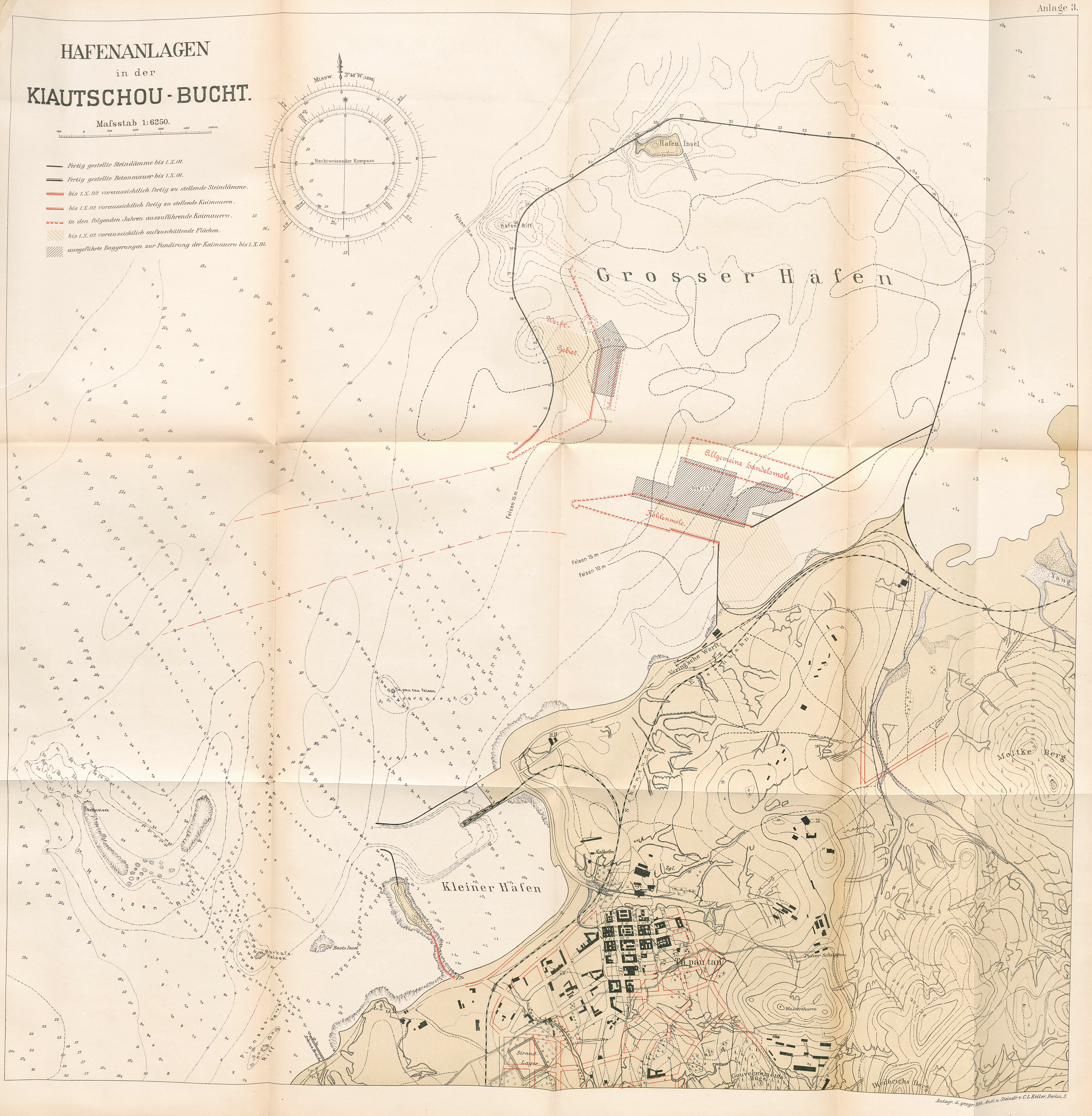
1901年的青岛港口设施图，左下角可见马蹄礁

马蹄礁，又名沧浪石，位于青岛小港西侧，为一处退潮时才能露出海面的暗礁，面积近1平方公里。因其形状为“U”形，形似马蹄铁，被德国人命名为（马蹄铁礁）。马蹄礁灯塔位于该礁西端，由于暗礁位于青岛大港港门外主航道附近，又位于青岛小港港门西侧不远处，因此为胶州湾内最重要的灯塔。

## 历史
马蹄礁灯塔建于1903-1904年，为石砌塔身，涂有白色绿色水平色带，总高12.20米，导航灯每6秒闪两次白光，晴天时射程可达5海里，自建成起即为无人值守的航标灯。1914年青岛战役期间灯塔被德军自行破坏，次年日本当局修复。1991年，灯塔安装雷达应答器。1997年7月，灯塔基础部分进行了加固。灯塔曾加装太阳能发电设备，原灯笼曾因年久漏水而被拆除。2011年，青岛航标管理处整修塔身、加装灯笼，并对灯塔设备进行更新，安装了LED导航灯，射程已达10海里。2013年1月10日，该灯塔列入市北区第三次全国文物普查新发现的不可移动文物名录。

## 图集
- 马蹄礁灯塔设计图
- 接近完工的马蹄礁灯塔，1903年
- 整修后的灯塔，2017年
- 马蹄礁远眺